# Hordeum vulgare

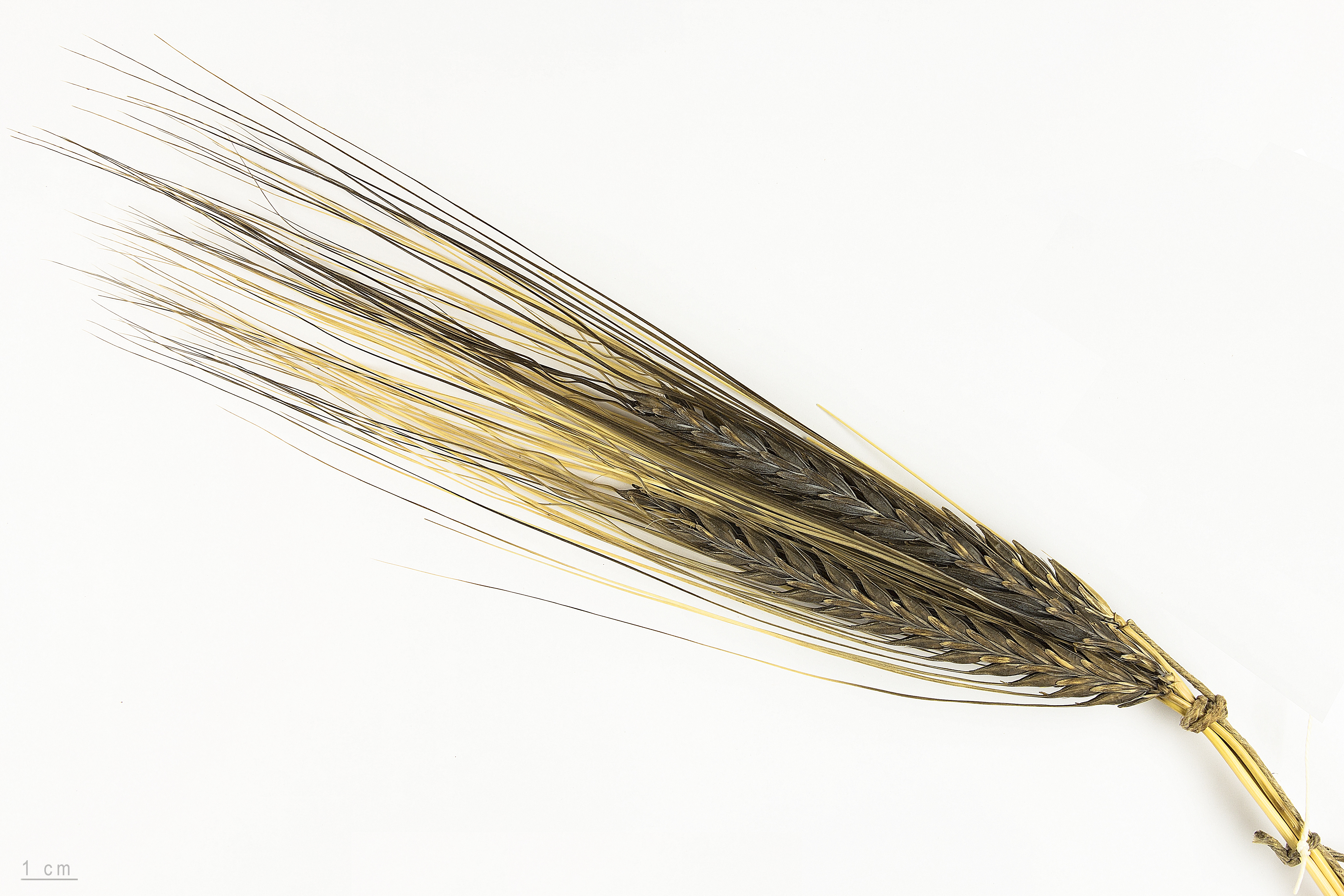
Hordeum vulgare

L'orzo comune (o orzo coltivato, o semplicemente orzo, per antonomasia; nome scientifico Hordeum vulgare L., 1753) è una pianta erbacea della famiglia delle Poacee (o Gramineae, nom. cons.).
È la specie economicamente più importante tra quelle coltivate del genere Hordeum, quella da cui si ricava l'orzo alimentare da cui dipende una considerevole parte dell'alimentazione mondiale. È stata una delle prime otto colture rese coltivabili.

## Origini
L'orzo coltivato deriva dall'orzo selvatico Hordeum spontaneum, con il quale conserva una grande affinità, tanto che alcuni studiosi li considerano un'unica specie in quanto interfertili. La specie viene quindi suddivisa nelle due sottospecie H. vulgare subsp. spontaneum (selvatica) e H. vulgare subsp. vulgare (domesticata). Entrambi sono diploidi (2n=14 cromosomi); la differenza principale consiste nella fragilità delle spighe selvatiche, che permettono la dispersione dei semi per mezzo del vento.
L'area di origine delle forme ancestrali può essere individuata nel Vicino Oriente, più precisamente nell'area compresa nelle attuali Israele, Giordania, Siria e nella parte sud dell'Anatolia. Secondo altre fonti invece, l'ancestrale selvatico è originario del Tibet. Tuttora in Etiopia e in Tibet si trovano molte specie spontanee. Le forme a cariosside nuda, che perdono facilmente le glumette a maturazione, sembrano invece essere originarie della Cina.
Si tratta con molta probabilità del cereale che per primo è stato coltivato dall'uomo: le testimonianze più antiche di coltivazione risalgono al 10 500 a.C., nel Neolitico. Sicuramente tipi polistici erano coltivati in Mesopotamia nel 7 000 a.C. mentre nel 5 000 a.C. l'orzo era diffuso in Europa centrale e in Egitto, dove già nel 3 000 a.C. avveniva la trasformazione in birra. Intorno al 1000 a.C. aveva raggiunto la Corea. Fino al XV secolo era tra i cereali più diffusi per la panificazione.

## Caratteri botanici
Le classificazioni botaniche degli orzi coltivati sono numerose e oggetto di discussione da parte degli esperti; in questa sede viene ricordata la seguente:
- Hordeum vulgare: comprende gli orzi polistici Hordeum vulgare var. tetrasticum e Hordeum vulgare var. exasticum
- Hordeum disticum: comprende i tipi distici; la forma naturale è rappresentata da Hordeum spontaneum diffusa in Asia Sud-occidentale e Africa settentrionale

Le varietà tetrastiche sono caratterizzate da spighe formate da 6 ranghi (file in senso longitudinale della spiga) di cariossidi, di cui 4 riuniti in due coppie, mentre le varietà esastiche presentano 6 ranghi di cariossidi equidistanti sulla spiga.
Le varietà distiche presentano solo 2 file di cariossidi sulla spiga
Gli orzi polistici presentano generalmente un numero più elevato di cariossidi per spiga e rese più elevate, negli orzi distici le spighe hanno un numero inferiore di cariossidi che sono però di maggiori dimensioni
L'orzo è un'erba annuale comprendente cultivar primaverili e cultivar autunnali, inoltre si distinguono orzi aristati e orzi mutici (senza reste sulle glume). La cariosside può essere nuda (le glume si staccano durante la trebbiatura) o vestita (le glume sono saldate alla cariosside)

### Descrizione

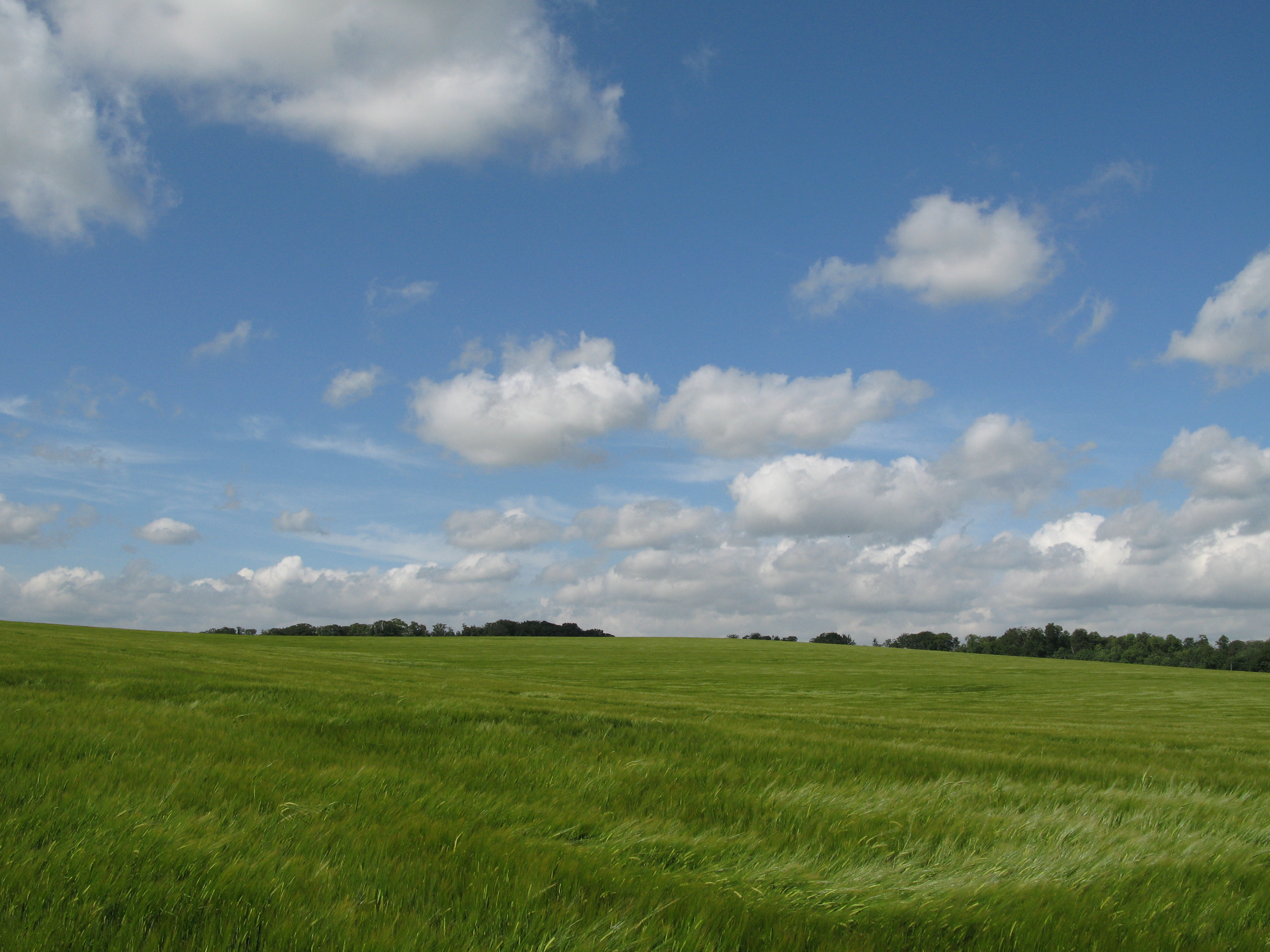
Coltivazioni di orzo in Inghilterra.

L'orzo è una pianta erbacea annuale, che a maturità può raggiungere un'altezza di 60–120 cm, a seconda delle cultivar.
L'apparato radicale è fascicolato, formato da radici seminali (radici primarie) che si sviluppano alla germinazione del seme e radici avventizie derivanti dai culmi di accestimento che si formano dalla base del fusto nella zona detta corona. In terreni idonei può raggiungere, nella pianta adulta, la profondità di 2 metri.
Il culmo è cilindrico, suddiviso in 5-8 internodi cavi, separati da setti trasversali ai nodi. Gli internodi basali sono generalmente più corti. Grazie all'accestimento da ogni culmo si originano, mediamente, 2-3 culmi secondari, numero che può aumentare se si innalza la spaziatura alla semina, riducendo così il numero di piante a metro quadrato. Solitamente le varietà distiche accestiscono più di quelle polistiche.
Le foglie, disposte in modo alterno sul culmo, prendono origine dai nodi, e sono costituite da guaina (avvolgente il culmo), lamina, ligula poco appariscente ed auricole più lunghe rispetto ad altri cereali microtermi. L'angolo di inserzione della foglia sul culmo è tipico per ogni varietà. La foglia terminale detta foglia “a bandiera” è la più piccola e avvolge la spiga in formazione nella fase di botticella. La pagina inferiore della lamina fogliare è liscia, mentre in quella superiore sono presenti scanalature in cui sono presenti cellule epidermiche igroscopiche
L'infiorescenza è una spiga caratterizzata da rachide breve, a zig-zag, ai cui nodi (in numero variabile da 10 a 30) sono inseriti tre spighette uniflore. Tali spighette sono formate da glume sterili, ridotte a semplici formazioni pelose, che racchiudono al loro interno i fiori protetti da piccole brattee fertili: lemma (glumetta inferiore) e palea (glumetta superiore). La lemma avvolge la palea ed entrambe alla maturazione aderiscono alle cariossidi (frutto vestito), ad eccezione delle varietà dette a cariosside nuda. Nelle forme esastiche i tre fiori sono tutti fertili, quindi le spighe presenteranno tre file di cariossidi, mentre nei distici è fertile solo il fiore centrale per cui le spighe avranno solo due file di cariossidi. Le lunghe setole caratteristiche di questa specie (dette reste o ariste) prendono origine dalla nervatura mediana della lemma.
Il fiore, ermafrodita, è formato da tre stami e due stimmi pelosi; sono presenti anche due lodicole. L'impollinazione è anemofila.
Il frutto è una cariosside con pericarpo aderente al seme. e un solco ventrale che può essere più o meno marcato a seconda delle varietà. Il colore è generalmente giallognolo anche se alcune cultivar presentano cariossidi biancastre o addirittura rossastre o nere. Le dimensioni sono variabili da 8 a 12 mm in lunghezza e 3– 4 mm in larghezza, il peso di 1000 semi “vestiti” varia da 25 a 55 g (mediamente 45 – 50 g nei distici e 35 - 45 g nei polistici). Nelle cultivar distiche le cariossidi hanno dimensioni superiori nella parte centrale della spiga, mentre nelle polistiche le due file centrali sono simmetriche ed uniformi tra loro, mentre le cariossidi delle file laterali sono più piccole anche di un 20%.

### Ciclo vegetativo

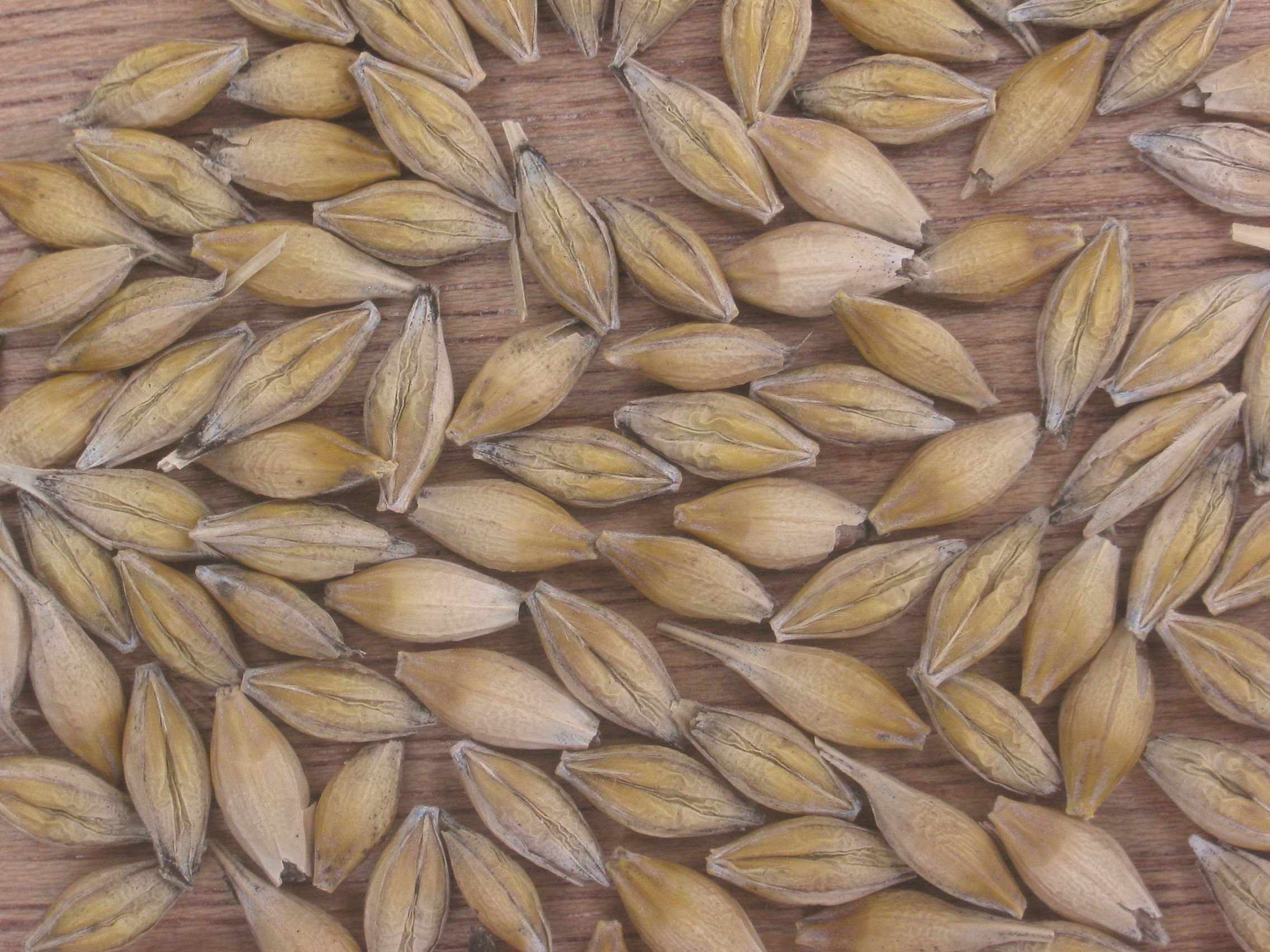
Semi di orzo

Seme al microscopio

Il ciclo vegetativo è simile a quello del grano tenero, e può essere convenzionalmente distinto in:
- germinazione
- stadio a tre foglie
- accestimento
- viraggio
- levata
- botticella
- spigatura
- fioritura
- riempimento
- maturazione lattea
- maturazione cerosa
- maturazione fisiologica
- morte

Dal seme fuoriesce prima la radichetta e poi la piumetta; contemporaneamente si ha la formazione della parte epigea con l'emissione delle foglie di origine seminale.
L'accestimento è maggiore rispetto al frumento e può contribuire a sopperire ad eventuali fallanze di semina. Durante la levata si ha la crescita in altezza della pianta. In questa fase l'orzo assorbe il 70% dei nutrienti richiesti durante l'intero ciclo. Nella fase di viraggio si ha la differenziazione degli organi riproduttivi e l'arresto della crescita in altezza della pianta.
Nel Nord Italia la spigatura comincia a fine aprile, con l'innalzamento delle temperature; al centro e al sud accade tra la fine di marzo e la metà di aprile. Le prime a spigare sono le spighette centrali, che talvolta si palesano già sfiorite ove la fioritura e l'impollinazione siano già avvenute durante la fase di botticella, quando gli stami non erano ancora fuoriusciti (fioritura cleistogama); le spighette laterali invece fioriscono tipicamente dopo la spigatura, entro 3 o 4 giorni, e sfioriscono dopo poche ore dalla fioritura. Negli orzi polistici le spighette della fila mediana sono le prime a fiorire. In questa fase si ha anche l'allungamento degli internodi a cominciare dai culmi formatisi per primi, procedendo dal basso verso l'alto.
Successivamente alla fioritura la cariosside continua a crescere per un periodo di 20 – 40 giorni. La maturazione, nell'Italia settentrionale viene raggiunta prima dei caldi estivi.
Circa tre settimane dopo l'inizio della spigatura il portamento della spiga può essere eretto o reclinato, ma a maturazione sarà quasi sempre reclinato.

## Tassonomia
Sono note le seguenti sottospecie:
- Hordeum vulgare subsp. vulgare - sottospecie nominale
- Hordeum vulgare subsp. distichon (L.) Körn.
- Hordeum vulgare subsp. spontaneum (K.Koch) Asch. & Graebn.

## Esigenze ambientali
Rispetto agli altri cereali autunno-vernini come ad esempio il frumento, l'orzo presenta una buona resistenza alla siccità e può sopportare temperature di 38 °C se l'umidità ambientale non è troppo elevata. Più problematiche sono le condizioni caldo-umide che favoriscono varie malattie fungine. Per quanto riguarda l'altitudine può essere coltivato dal livello del mare fino ai 4500 m delle Ande o dell'Himalaya; alle alte latitudini riesce a maturare nelle brevi estati di quelle zone. Resiste molto bene alla salinità del suolo garantendo una buona produzione anche a 8-10 mS/cm, tollera il freddo anche se in misura minore rispetto ad altri cereali vernini quali il frumento e la segale.
L'orzo germina ad una temperatura minima di 5 °C, la temperatura ottimale per la crescita è di 15 °C, mentre 17 – 18 °C sono idonei per la fioritura. Nel periodo invernale, con una coltre nevosa che protegge da deleteri sbalzi termici, può sopportare anche temperature di –20 °C. Con temperature primaverili superiori ai 20 °C e in assenza di precipitazioni si osserva un significativo accorciamento del ciclo colturale. L'accestimento è favorito da temperature basse e fotoperiodo breve. Ha una bassa capacità di competere per la luce, è quindi sconsigliabile la consociazione con colture arboree. I terreni più adatti risultano essere quelli di medio impasto, ben drenati, con pH compreso tra 7 e 8. È preferibile che i terreni siano ben dotati in fosforo e potassio, mentre un eccesso di azoto favorisce una produzione eccessiva di paglia a scapito della granella e favorisce l’allettamento.
La sensibilità allo stress idrico è diversa a seconda della fase del ciclo della coltura; nelle prime fasi viene ridotto l'accestimento e lo sviluppo radicale. Più grave se lo stress idrico si verifica durante le fasi di levata o di spigatura (indicativamente 2 settimane prima e 2 settimane dopo la fioritura), nelle quali causa mortalità dei culmi di accestimento, sterilità delle spighe e dimensioni ridotte delle cariossidi. L'azione concomitante di carenza idrica e vento caldo secco provocano il fenomeno della "stretta", con cariossidi piccole e striminzite. L'eccesso idrico è altrettanto pericoloso: provoca asfissia radicale ed eccessivo sviluppo della vegetazione con rischi maggiori di allettamento.

## Coltivazione

### Miglioramento genetico ecultivar
Le prime attività di miglioramento genetico in Italia si attestano attorno all'inizio del Novecento con la costituzione da parte di Nazareno Strampelli delle varietà polistiche Raineri e Maraini, produttive e resistenti alla siccità. Sempre Strampelli seleziona varietà resistenti al freddo (Sirente e Valle Olina) e varietà precoci (Leonessa).
Attualmente, i principali obiettivi del miglioramento genetico sono rappresentati da incremento di produzione, resistenza all'allettamento, alle fitopatie e al freddo. Inoltre viene tenuto in debita considerazione l'impiego della granella: per uso zootecnico si mira ad un innalzamento del tenore proteico della cariosside, mentre per la produzione di malto è richiesto un basso contenuto in azoto, un elevato peso della cariosside e un'elevata resa in malto.
Le varietà di orzo da erbaio, impiegate per l'alimentazione animale come foraggio, devono presentare ariste lisce, per evitare irritazioni agli animali alimentati.
Per limitare il fenomeno dell'allettamento a cui l'orzo è particolarmente soggetto, molto grave alla raccolta in quanto la rende difficoltosa e aumenta le perdite di prodotto sono state sviluppate varietà a taglia bassa e culmo più resistente.

### Avvicendamento
Le migliori produzioni si ottengono seminando l'orzo dopo le cosiddette colture da rinnovo (bietola, patata, pomodoro, mais). Da un punto di vista agronomico si inserisce egregiamente in una rotazione data la sua rusticità, inoltre se raccolto per la produzione di insilato è possibile procedere con la semina di mais o soia in secondo raccolto. Al nord Italia una tipica rotazione è costituita da orzo–mais–orzo.
Per la produzione di malto è sconsigliabile far seguire l'orzo ad una leguminosa, in quanto l'arricchimento in azoto causato da quest'ultima provocherebbe un eccessivo contenuto proteico nella granella. Negli orzi polistici un eccesso di azoto può favorire l'allettamento. Sopporta meglio del frumento la monosuccessione per una minore insorgenza di mal del piede, anche se può aumentare l'insorgenza del virus del mosaico giallo (BaYMV) trasmesso dal fungo Polimixa graminis. La monosuccessione è comunque sconsigliata anche per i maggiori problemi di lotta alle malerbe.
In ambienti fertili l'orzo può essere seguito da pomodoro, bietola o medica, se la zona è carente d'acqua può essere alternato al maggese.

### Semina
La data di semina varia in relazione all'andamento meteorologico del singolo anno oltre che in base alle caratteristiche pedoclimatiche del luogo; è però opportuno distinguere in:
- semine autunnali: effettuate nel Nord Italia verso metà ottobre, ricordando che un ritardo eccessivo causa un'emergenza posticipata. Al Sud viene generalmente seminato dalla prima decade di novembre alla prima decade di dicembre
- semine primaverili: devono essere effettuate appena si hanno condizioni climatiche idonee, per evitare che la coltura si trovi nella fase di maturazione con temperature troppo elevate. Questo provocherebbe lo sviluppo di cariossidi piccole e striminzite

La semina autunnale consente l'ottenimento di rese superiori (anche di un 30 – 50%), in quanto la coltura può sfruttare un maggior periodo per la granigione e, in particolare al Sud, si avvantaggia delle precipitazioni del periodo autunno-invernale e soffre meno per la siccità primaverile. Per questi motivi la semina primaverile è da considerarsi un ripiego se non si è potuta effettuare la semina autunnale.
Un eccessivo anticipo della semina (inizio ottobre) può favorire la trasmissione di virosi da parte di varie specie di afidi, non più attivi con l'abbassamento delle temperature. In zone con inverni rigidi è però consigliabile anticipare la semina, anche solo di pochi giorni, per consentire alla pianta di giungere nel periodo più freddo ad uno stadio lievemente più avanzato e di sopportare quindi meglio i rigori invernali.
Dove gli inverni sono miti è possibile impiegare varietà primaverili in semina autunnale. Lo sviluppo sarà più vigoroso e le produzioni maggiori in virtù del maggior periodo di vegetazione. Al contrario non è possibile impiegare tipi autunnali in semina primaverile, in quanto si avrà solo produzione di foglie senza giungere alla spigatura.
La quantità di seme varia indicativamente da 120 a 170 kg ad ettaro, in base alla varietà (vi possono essere forti differenze nella dimensione della cariosside), all'epoca di semina, alle condizioni del terreno e alla germinabilità del seme. È spesso consigliabile aumentare la quantità di semente nelle semine primaverili, in quanto caratterizzate da un minor grado di accestimento, oppure nel caso della semina su sodo. Nelle semine autunnali una maggior quantità di seme e quindi un maggior numero di culmi a metro quadro, limita l'accestimento naturale della coltura; questo fenomeno può essere utile negli orzi distici per la produzione di malto al fine di ottenere cariossidi uniformi e di maggiori dimensioni. In generale si punta ad ottenere 300-400 piante a metro quadrato che poi con l'accestimento formeranno una copertura di 600-800 spighe a metro quadrato. La semina viene effettuata a spaglio o più frequentemente a file distanti 15–20 cm (12–15 cm per gli orzi distici, per ridurre l'accestimento), con profondità di semina di 30 – 40 mm.

### Concimazione
Vengono indicate come quantità orientative 70 – 110 kg a ettaro di azoto (a seconda della fertilità preesistente del terreno, quella che gli agronomi definiscono "forza vecchia del terreno"), 70 – 100 kg a ettaro di fosforo (espressi come P2O5) e 60 –120 kg a ettaro di potassio (espresso come K2O); nello stabilire la dose di concime è importante tenere in considerazione se la paglia venga asportata o interrata. Fosforo e potassio vengono somministrati alla semina in quanto non dilavabili, mentre l'azoto va dilazionato distribuendone un 15 – 20% in pre accestimento (metà dicembre - gennaio), un 35 – 40 % a febbraio per favorire il viraggio e il restante 45 – 50% a marzo, nel periodo della levata. È consigliabile evitare l'ultima azotatura durante la levata per gli orzi destinati alla produzione di malto, riducendo l'apporto di azoto a 40 – 50 kg totali. In questo caso infatti, il contenuto di proteine nella granella deve essere il più basso possibile. Una modesta somministrazione addizionale di fosforo e potassio a fine inverno è giustificata solo in terreni molto poveri in questi elementi.

### Gestione della flora infestante

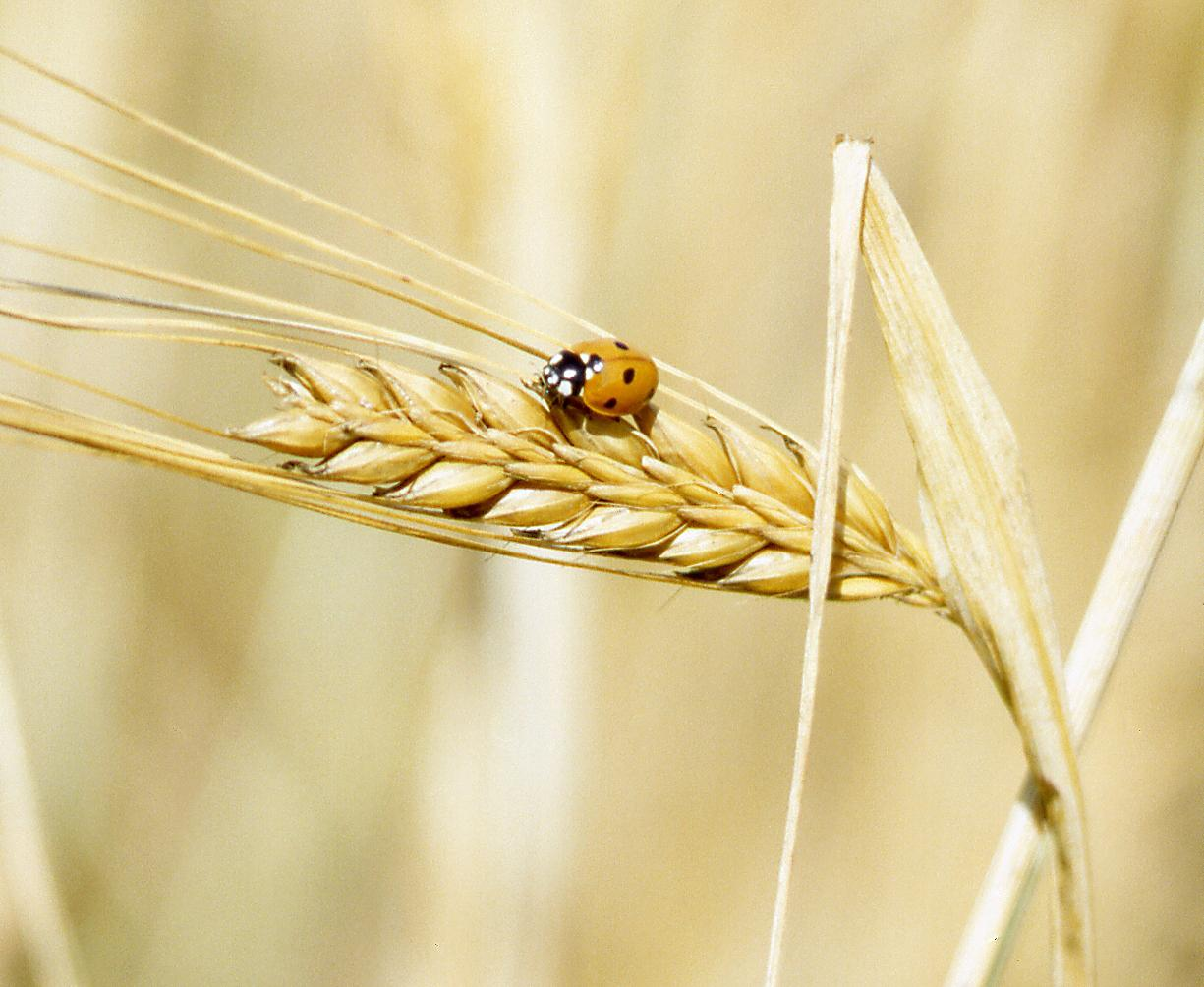
Le coccinelle si nutrono di parecchi parassiti.

Come per gli altri cereali autunno – vernini, il periodo critico, durante il quale la presenza di infestanti costituisce un rischio maggiore, si ha tra l'accestimento e la formazione del 2º nodo.
Per limitare la presenza di infestanti è importante tenere in considerazione anche le strategie preventive, utili anche per gli altri cereali. Tra questi metodi ricordiamo:
- Epoca e modalità di semina: un accorgimento importante è l'impiego di semente certificata per l'assenza di semi di malerbe. Le lavorazioni di preparazione del terreno hanno anche lo scopo di limitare lo sviluppo delle infestanti
- scelta varietale: prediligere varietà con “early vigour” (rapido sviluppo iniziale), o con elevato indice di accestimento che diventano subito molto competitive nei confronti delle infestanti
- pulizia delle macchine operatrici: possono trasportare rizomi e semi di malerbe
- concimazione: va posta particolare attenzione alla concimazione azotata di febbraio – marzo che favorisce lo sviluppo di Alopecurus myosuroides e Papaver rhoeas, anche se limita la presenza di Stachys annua e Polygonum aviculare
- bruciatura delle paglie: è sempre negativa poiché provoca una perdita di sostanza organica

Durante il ciclo colturale sono possibili interventi di strigliatura o sarchiatura (se seminato a file) tra l'accestimento e l'inizio della levata, interventi particolarmente utili in agricoltura biologica. In genere vengono effettuati 2-3 interventi a distanza di 15 giorni l'uno dall'altro; l'efficacia è buona se eseguiti quando le infestanti si trovano negli stadi iniziali di sviluppo; contro le monocotiledoni l'efficacia è spesso limitata. Tra le infestanti principali di questa coltura troviamo Alopecurus myosuroides, Avena sp., Phalaris sp., Agropyron repens, Poa trivialis, Lolium multiflorum, Bifora radians, Scandix pecten-veneris, Matricaria chamomilla, Fumaria officinalis, Chrysanthemum segetum, Papaver rhoeas, Poligonum aviculare, Fallopia convolvulus, Centaurea cyanus, e Vicia sativa.
In pre-emergenza possono essere effettuati interventi diserbanti con i principi attivi neburon e chlortoluron attivi sia su graminacee che su dicotiledoni, da impiegarsi preferibilmente su orzi polistici; su orzi distici si può impiegare trifluralin in miscela con linuron. In inverno, a partire dallo stadio di terza foglia è possibile intervenire con diclofop-methyl (attivo su graminacee) eventualmente miscelato con un dicotiledonicida come il bromoxynil. Dalla fine dell'accestimento alla levata è possibile impiegare prodotti ormonosimili, attivi contro dicotiledoni, come MCPB e MCPP eventualmente miscelati con ioxynil o bromoxynil.
La seguente tabella indica i trattamenti diserbanti effettuabili nelle diverse fasi vegetative dell'orzo in base alla tipologia di infestanti presenti
| INFESTANTE                                                                                        | EPOCA DI INTERVENTO               | PRINCIPI ATTIVI DA IMPIEGARE                                              |
| ------------------------------------------------------------------------------------------------- | --------------------------------- | ------------------------------------------------------------------------- |
| Graminaceae + dicotiledoni                                                                        | pre – emergenza                   | neburon o chlortoluron (su polistici); Trifluralin + linuron (su distici) |
| Alopecurus myosuroides                                                                            | semina                            | Trifluralin + Linuron                                                     |
| Avena spp., Lolium spp., Phalaris spp.                                                            | da 3° foglia a pieno accestimento | Diclofop-methyl                                                           |
| Brassicaceae, Asteraceae, Bifora radians, Scandix pecten-veneris, Stellaria media, Viola tricolor | da 3° foglia a inizio levata      | Ioxynil+MCPP oppure Bromoxynil+Ioxynil+MCPP                               |
| Cirsium spp., Convolvulus spp., Equisetum spp                                                     | Inizio accestimento – 1° nodo     | 2,4 D + MCPA                                                              |

### Raccolta

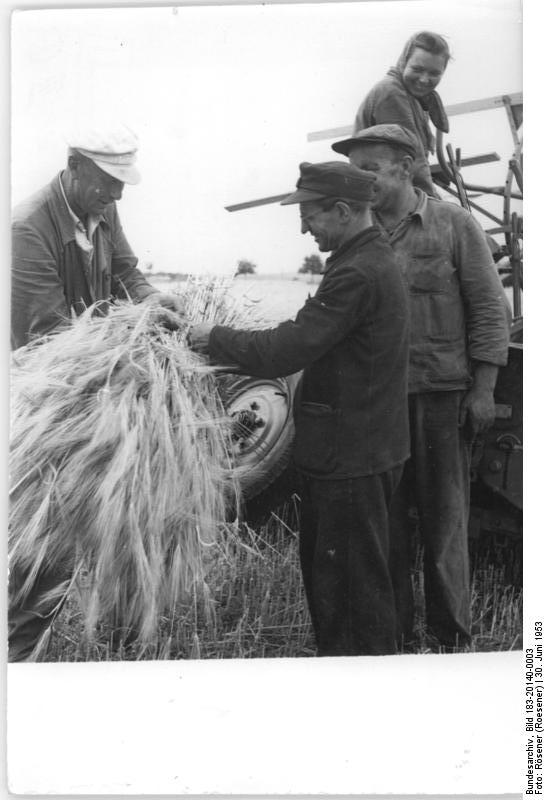
Raccolta dell'orzo in Germania, 1953.

La raccolta dell'orzo da granella è effettuata nella prima decade di giugno, mentre l'impiego come foraggio verde prevede la trinciatura nella prima decade di maggio al Nord Italia e tra il 15 marzo e il 15 aprile al Sud Italia.
Alla mietitura la cariosside deve presentare un tenore in umidità del 12 – 24%, anche se viene spesso raccolto con un elevato tenore di umidità per evitare che il disseccamento della pianta provochi la caduta delle cariossidi. In questo caso però, aumentano i costi per l'essiccazione della granella al fine di garantirne la conservazione.
Le macchine per la raccolta dell'orzo sono le mietitrebbie, utilizzate anche per altri cereali, cambiando le testate in base alla coltura. Un corretto impiego di tali macchine è importante per evitare il danneggiamento delle cariossidi, in quanto un'eccessiva velocità periferica del battitore o una limitata distanza tra battitore e controbattitore possono aumentare le lesioni alla granella.
Particolare attenzione deve essere rivolta verso la raccolta degli orzi distici in quanto non sono accettabili rotture di cariossidi e sgranatura. Inoltre, queste varietà, possono germinare già sulla spiga, causando una perdita di valore della cariosside; è quindi indispensabile non ritardare eccessivamente la raccolta.
L'umidità di conservazione della granella deve essere inferiore al 14% per evitare l'insorgenza di funghi sulla cariosside. Se alla raccolta il contenuto idrico della granella è maggiore può essere essiccata, con passaggi in appositi essiccatoi dove non devono essere superati i 40 – 45 °C per evitare riduzione alla germinabilità del seme.
La produzione unitaria varia tra le 2 – 6 t per ettaro, le produzioni maggiori (5 – 6 tonnellate per ettaro) si hanno in Piemonte, Lombardia, Emilia-Romagna, Veneto e Friuli.

### Avversità
Funghi
- Rincosporiosi (Rynchosporium secalis) si manifesta nel caso di primavere umide e fresche con macchie sulle foglie ovali bianco-grigiastre al centro e areolate di bruno.
- Elmintosporiosi (Helminthosporium sativum) provoca il completo disseccamento della spiga, la concia della semente è un buon rimedio preventivo.
- Striatura fogliare bruna (Drechslera graminea) provoca sulle foglie striature di colore giallo e poi bruno, che successivamente evolvono in fenditure della foglia; la lotta si basa sulla concia del seme.
- Altri malattie da funghi che colpiscono l'orzo sono l'oidio o mal bianco (causato da Erisiphe graminis) e la fusariosi della spiga, causata da varie specie di Fusarium.

Virus
- Giallume virotico il cui agente virale è un virus BYDV trasmesso da afidi (Ropalosiphon padi[5]), uniche misure sono quelle di adottare cultivar dotate di minore suscettibilità e ritardare la semina in autunno in modo che il freddo uccida la popolazione degli afidi vettori.

Insetti
| Nome italiano | Nome latino                                                                  | Note                                                              |
| ------------- | ---------------------------------------------------------------------------- | ----------------------------------------------------------------- |
| Afidi         | Metopolophium dirhodum Rhopalosiphum padi Sitobium avenae Schizafis graminum | Pericolosi in particolare per la trasmissione di virosi           |
| Agrotidi      | Agriotes lineatus                                                            | Si nutre a spese dell'apparato radicale della pianta              |
| Cecidomidi    | Contarinia tritici Sitodiplosis mosellana                                    |                                                                   |
| Lema          | Lema melanopa                                                                | causa erosioni longitudinali sulle foglie                         |
| Zabbro gobbo  | Zabrus tenebrioides                                                          | Coleottero carabide che danneggia sia le foglie che le cariossidi |

## Proprietà nutrizionali
Nell'alimentazione umana vengono sfruttate le cariossidi dell'orzo, impiegate per la panificazione, per la produzione di birra, come surrogato del caffè e in molte preparazioni alimentari.

## Proprietà medicinali
L'orzo è molto facile da digerire ed è altamente energetico, tanto che in passato veniva utilizzato in tutti gli ospedali.
Inoltre facilita la concentrazione e l'attività cerebrale in quanto contiene magnesio, fosforo, potassio, vitamina PP, vitamina E, calcio e ferro.
L'orzo ha molte proprietà curative: è mineralizzante delle ossa (ricco di fosforo), previene le affezioni polmonari e cardiovascolari, è nutriente e tonico, ed è molto indicato in caso di gastriti, coliti e cistiti.
I principi attivi presenti sono: ordenina (alcaloide), ordeina, maltosio, destrina.
L'orzo ha spiccate proprietà antinfiammatorie ed emollienti e agevola il sistema immunitario grazie alla sua abilità nel contrastare le infiammazioni. Sono ben note le caramelle d'orzo contro il mal di gola, ma l'azione antinfiammatoria si esercita anche sul sistema digerente e urinario.
L'ordenina, contenuta specialmente nel malto d'orzo (ottenuto dai semi d'orzo germinati), stimola la circolazione periferica e ha anche un effetto bronchiolitico grazie alla vasocostrizione. L'ordenina ha pure un'azione antisettica sull'intestino.
I gargarismi che utilizzano il decotto sono di aiuto nei casi di angina e di infiammazioni della cavità orale. Il decotto viene usato anche per impacchi sugli occhi arrossati.
Sono note, inoltre, le proprietà lassative dell'orzo.

## Statistiche
| Pos. | Paese     | Quant. (migliaia di t) | Pos. | Paese       | Quant. (migliaia di t) |
| ---- | --------- | ---------------------- | ---- | ----------- | ---------------------- |
| 1    | Russia    | 16.991                 | 9    | Regno Unito | 6.510                  |
| 2    | Francia   | 11.193                 | 10   | Argentina   | 5.061                  |
| 3    | Germania  | 9.583                  | 11   | Kazakistan  | 3.971                  |
| 4    | Australia | 9.253                  | 12   | Danimarca   | 3.485                  |
| 5    | Spagna    | 9.129                  | 13   | Stati Uniti | 3.332                  |
| 6    | Canada    | 8.379                  | 14   | Polonia     | 3.048                  |
| 7    | Ucraina   | 7.349                  | 15   | Marocco     | 2.851                  |
| 8    | Turchia   | 7.000                  |      | Totale      | 141.423                |

Fonte: FAO, Faostat, 2006
Le quote di mercato della produzione mondiale sono: 65 % mangimi per animali - 21% lavorazione - 6 % sementi - 4 % spreco - 4 % alimentazione umana